# عصار التبريزي
عصار التبريزي (ت. نحو 784 هـ) هو أديب وشاعر و فلكي و رياضي و متصوف ، من أهل آذربيجان.
هو شمس الدين محمد بن أحمد التبريزي، المشتهر بعصار. عاصر السلطان اويس الايلخاني ، و مدحه في أشعاره. توفي في تبريز سنة 784 هـ، قيل سنة 792 هـ، وقيل سنة 772 هـ، وقيل سنة 779 هـ، وقيل سنة 783 هـ.

## آثاره
له ديوان شعر، و «وافي في تعداد القوافي» ، و له منظومة «مهر ومشتري».